# Mimocagosima ochreipennis
Mimocagosima ochreipennis là một loài bọ cánh cứng trong họ Cerambycidae.